# Periga
Genre
Le genre Periga regroupe des papillons appartenant à la famille des Saturniidae. Les espèces de ce genre se répartissent en Amérique centrale et du Sud.

## Liste d'espèces
Selon Saturniidae world:
- Periga angulosa (Lemaire, 1972)
- Periga anitae (Naumann, Brosch et Wenczel)
- Periga armata (Lemaire, 1973)
- Periga aurantiaca (Lemaire, 1972)
- Periga bispinosa (Lemaire, 1972)
- Periga boettgerorum (Naumann, Brosch et Wenczel)
- Periga brechlini (Naumann, Brosch et Wenczel)
- Periga circumstans (Walker, 1855)
- Periga cluacina (Druce, 1886)
- Periga cynira (Cramer, 1777)
- Periga elsa (Lemaire, 1973)
- Periga extensiva (Lemaire 1973)
- Periga falcata (Walker, 1855)
- Periga galbimaculata (Lemaire, 1972)
- Periga gueneei (Lemaire, 1973)
- Periga herbini (Lemaire 1974)
- Periga inexpectata (Lemaire, 1972)
- Periga insidiosa (Lemaire, 1972)
- Periga intensiva (Lemaire, 1973)
- Periga kindli (Lemaire, 1993)
- Periga kishidai (Naumann, Brosch et Wenczel)
- Periga lichyi (Lemaire, 1972)
- Periga lobulata (Lemaire 1973)
- Periga occidentalis (Lemaire, 1972)
- Periga parvibulbacea (Lemaire, 1972)
- Periga prattorum (Lemaire, 1972)
- Periga rasplusi (Lemaire, 1985)
- Periga sanguinea (Lemaire)
- Periga spatulata (Lemaire, 1973)
- Periga squamosa (Lemaire, 1972)